# Bekhzodbek Rakhimbaev
Bekhzodbek Rakhimbaev, né le 4 mars 2001,, est un coureur cycliste ouzbek. Il évolue au sein de l'équipe continentale Tashkent City Professional depuis 2022.

## Palmarès et résultats

### Palmarès par année
- 2019
  -  Médaillé d'argent du championnat d'Asie sur route juniors
  -  Médaillé de bronze du championnat d'Asie du contre-la-montre juniors
- 2020
  -  Champion d'Ouzbékistan sur route juniors
- 2021
  - 2e du championnat d'Ouzbékistan sur route
  - 3e du championnat d'Ouzbékistan du contre-la-montre
- 2022
  - 2e du championnat d'Ouzbékistan sur route
  - 3e du championnat d'Ouzbékistan du contre-la-montre
- 2023
  -  Médaillé d'argent du championnat d'Asie du contre-la-montre par équipes mixtes
  -  Médaillé d'argent du championnat d'Asie sur route espoirs
  - 2e du championnat d'Ouzbékistan du contre-la-montre
  - 2e du championnat d'Ouzbékistan sur route espoirs
- 2024
  -  Médaillé d'argent du championnat d'Asie du contre-la-montre par équipes mixtes

### Classements mondiaux
| Année         | 2021 | 2022 |
| ------------- | ---- | ---- |
| UCI Asia Tour | 36e  | 18e  |